# كهف الرمبان

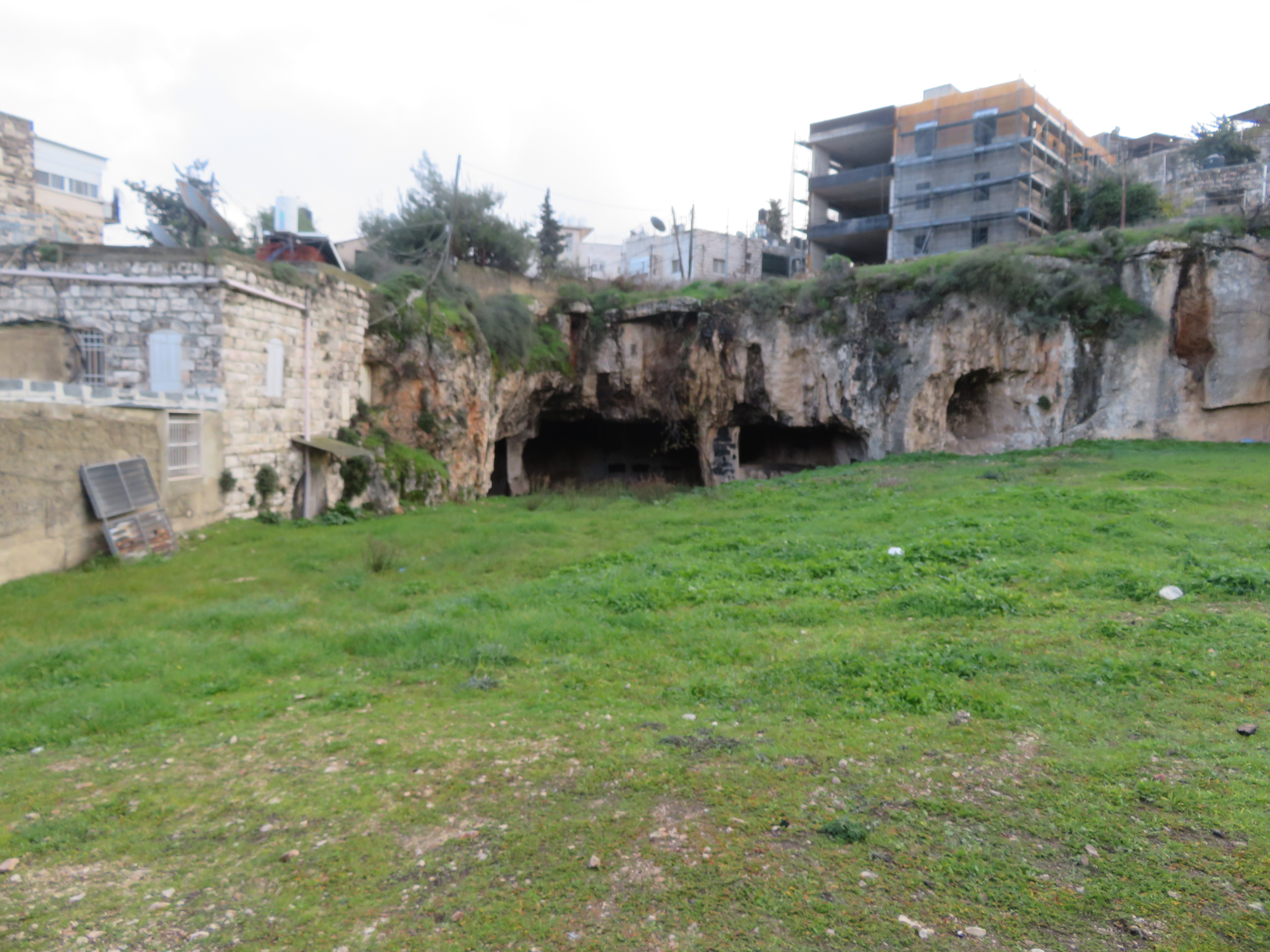
كهف رامبان - وفقًا للأسطورة، أنشأ رامبان مكان صلاته هنا في عام 1267.

يقع كهف الرمبان في الجرف الجنوبي لوادي قدرون الأعلى، على منحدر ينحدر إلى حي وادي الجوز العربي في القدس. ويعتقد البعض أنها مكان الدفن التقليدي لنحمانيدس (المعروف أيضًا باسم رامبان)، وهو عالم حاخامي بارز خلال العصور الوسطى.

## حجرة الدفن
يصل ارتفاع الكهف الكبير المنحوت في الصخر، والذي تبلغ أبعاده 19 × 20 مترًا، إلى 3.5 مترًا، وهو مدعوم بعمودين. كانت المنطقة بمثابة محجر حجري قديم تحت الأرض. فوق الواجهة، في الجزء العلوي من الجرف، توجد بقايا غرفة مربعة منحوتة في الصخر ربما كانت تستخدم للدفن.

## دلالة
ويعتقد بعض اليهود أن الكهف هو المكان الذي صلى فيه رامبان في القرن الثالث عشر ومكان دفنه. ومن ثم يزعم أنها كانت موقعًا مقدسًا لليهود لعدة قرون. وتقول تقاليد أخرى أن رامبان دفن في سلوان، أو في الخليل، أو في عكا.

## التاريخ الحديث
في عام 2000، أصبح الكهف موضوعًا للجدل بين مجموعة من السكان اليهود في وادي الجوز ومالك الموقع المسلم، الذي قام بسياج الكهف احتجاجًا على الاستيطان اليهودي في المنطقة. وأقنعت الهيئة الوطنية للأماكن المقدسة وزارة الشؤون الدينية بأهميتها الدينية، وتم إعلان الكهف موقعاً مقدساً وتسليمه إلى سيطرة الوزارة. وقد تقدمت الأوقاف الإسلامية بعد ذلك بالتماس إلى محكمة العدل العليا التي أصدرت أمرا قضائيا مؤقتا بتجميد تسمية الموقع. وفي عام 2003، تم تعيين لجنة حكومية لدراسة هذه القضية. ورغم الاعتراف بارتباط الموقع بالديانة اليهودية، فقد تقرر أن المحكمة هي التي يمكنها الحكم في هذه المسألة. لكن هذا تم إحباطه عندما أعاد وزير حكومي إضفاء الصفة المقدسة على المكان. واستمرت الأوقاف في معركتها للسيطرة على الموقع في المحاكم، وفي عام 2008 تقرر وضع الكهف تحت سلطة الأوقاف ومنع اليهود من الدخول.